# NGC 5000
إن جي سي 5000 هي مجرة حلزونية ضلعية من القدر m13 تقع في إتجاة كوكبة الهلبة (مطلع 13 09 47.5, ميل +28 54 25). على بعد يقدر بحوالي 260 مليون سنة ضوئية عن الأرض استنادا إلى سرعتها الانحسارية البالغة 5610 كم/ثانية.
إن جي سي 5000 والمعروفة أيضا (LEDA 45658, MCG+05-31-144, UGC 8241, VV 460, III 366, h 1544, GC 3433.) مجرة خافتة إلى حد كبير وصغيرة جدا.
، ومدودة قليلا بقطر يبلغ حوالي 115 ألف سنة ضوئية وحجم ظاهري قدرة 1.05 دقيقة قوسية

## الإكتشاف
اكتشفت إن جي سي 5000 بواسطة ويليام هيرشل في عام 1785 باستخدام تلسكوب 18.7 بوصة.